# 黑叶马尾藻
黑叶马尾藻（学名：Sargassum nigrifolioides），一种分布于中国浙江省南麂列岛附近海域的海藻，隶属于马尾藻科马尾藻属，被列为中国国家二级重点保护野生植物。

## 形态特征
黑叶马尾藻藻体中等大小，高50厘米，呈黑褐色。固着器呈圆锥形或亚圆锥形，主干较短，圆柱形，高2-3厘米，具有1-2回叉状分枝，主枝从分枝的主干顶端长出，扁平，宽2-3毫米，明显地扭转，局部呈不规则棱形，边缘光滑，无齿状突起。侧枝从主枝的叶腋间长出，形状和主枝相似但比主枝短，上生气囊、藻叶和生殖托。藻体基部藻叶明显地反曲，披针形，边缘全缘，长5-6厘米，宽1-1.5厘米，黑褐色，革质，比较厚，顶端钝圆，基部楔形，具有2-3毫米长的短柄；上部藻叶比较小，通常为长披针形或线形，长2-3厘米，宽0.2-0.5厘米，大多数边缘全缘，少数为波状或具浅锯齿；藻叶都具有中肋，大多数贯顶，没有毛窝；气囊椭圆形或卵形，长约6毫米，宽4毫米，顶端冠以细尖或丝状小叶，表面光滑，没有毛窝，基部具有短柄长1-2毫米。本种雌雄异体；雌托扁平，倒卵形或宽匙形，边缘光滑，顶端具有不规则的波状齿，长约为5-6毫米，宽4-5毫米，基部具有短柄；雄托扁平，多数为长匙形，长6-10毫米，宽3-5毫米，表面光滑，顶端具有凹口。生殖托大多数单生，少数由2-3个组成简单托聚，着生在小枝的叶腋间，整个生殖托小枝构成圆锥形的托聚。生殖托5月下旬开始出现，6月以后成熟。